# Apševci

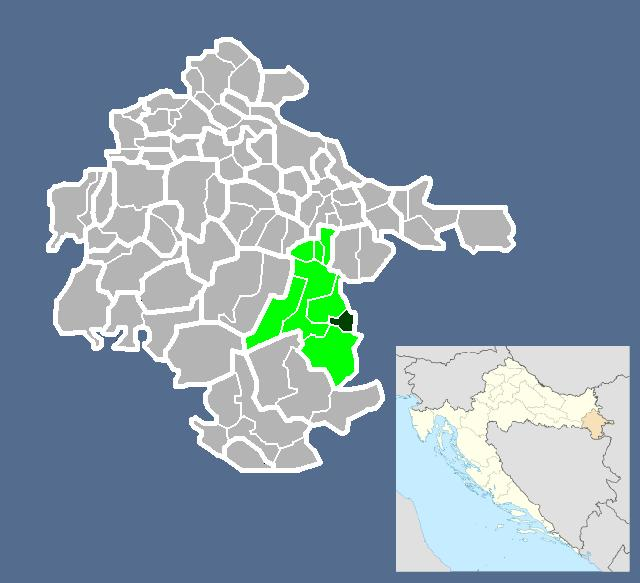
Położenie wsi na mapie gminy Nijemci

Apševci (serb. Апшевци) – wieś w Chorwacji, w żupanii vukowarsko-srijemskiej, w gminie Nijemci. W 2011 roku liczyła 305 mieszkańców.
W 2011 roku liczba gospodarstw domowych we wsi wyniosła 90.